# ميلدريد دنوك
ميلدريد دوروثي دنوك (25 يناير 1901 - 5 يوليو 1991)، هي ممثلة مسرحية وتلفزيون أميركية. حصلت على ترشيحين لجائزة الأوسكار عن فيلم موت بائع متجول في عام 1951 و فيلم دمية طفل في عام 1956.

## روابط خارجية
ميلدريد دنوك على موقع IMDb (الإنجليزية)
- ميلدريد دنوك على موقع ألو سيني (الفرنسية)
- ميلدريد دنوك على موقع تيرنر كلاسيك موفيز (الإنجليزية)
- ميلدريد دنوك على موقع أول موفي (الإنجليزية)
- ميلدريد دنوك على موقع قاعدة بيانات برودواي على الإنترنت (الإنجليزية)
- ميلدريد دنوك على موقع قاعدة بيانات الأفلام السويدية (السويدية)
- ميلدريد دنوك على موقع إن إن دي بي (الإنجليزية)
- ميلدريد دنوك على موقع ديسكوغز (الإنجليزية)
- ميلدريد دنوك على موقع قاعدة بيانات الفيلم (الإنجليزية)
- ميلدريد دنوك على موقع كينوبويسك (الروسية)